# Варненска морска гимназия „Св. Николай Чудотворец“
Варненската морска гимназия „Св. Николай Чудотворец“ е професионална гимназия в град Варна.

## История
Държавно практическо корабостроително училище „Г. Димитров“ е създадено в морската ни столица през 1948. Негов основател е С.Павлов. Първите професионални направления в училището са в областта на заваряването и шлосерството. През 1952 г. СПТУ „Ст. Павлов“ става название на гимназията. До 1968 година морската гимназия променя името си няколко пъти, а през учебната 1968/1969 официалното наименование е СПТУ по корабостроене „Стоян Павлов“.
Техникум по корабостроене и корабоплаване се създава през 1962 година и има статут на отделно учебно заведение. Открити са специалностите „Корабостроене“, „Корабни машини и механизми“, „Подемни транспортни машини“, „Морско корабоводене“ и „Експлоатация на пристанищата и флота“.
Техикумът по корабостроене и корабоводене и СПТУК се обединяват в Професионална гимназия по корабостроене и корабоплаване (ПГКК) „Свети Николай Чудотворец“ през 2000 г. През 2003 г. професионалната гимназия се преименува на Варненска морска гимназия „Свети Николай Чудотворец“. 

## Директори

### СПТУК
- 1948/49 инж. Никола Ралчев
- 1949/50 инж. Димитър Славов
- 1950/54 инж. Йонко Керемидчев
- 1954 инж. Кольо Ковачев
- 1954/56 инж. Никола Арабаджиев
- 1956/57 инж. Стефан Александров
- 1957/61 инж. Славчо Вълчев
- 1963/65 инж. Митю Голушев
- 1965/69 инж. Кънчо Люцканов
- 1969/76 инж. Христо Калев
- 1976/83 инж. Михаил Петков
- 1983/85 инж. Станислав Ранков
- 1985/87 инж. Мая Трифонова
- 1987/92 инж. Михаил Петков
- 1992/93 инж. Тодор Георгиев
- 1993/98 инж. Петранка Колева
- 1998 Нина Луканова
- 1998/2000 инж. Виолета Шишкова

### ТКК
- 1962/63 инж. Атанас Сираков
- 1963/64 инж. Славчо Цеков
- 1964/65 инж. Алтов
- 1965/68 инж. Любен Антонов
- 1968/87 инж. Тодор Кожухаров
- 1987/98 инж. Михаил Бъчваров
- 1998/2000 инж. Пепа Василева

### ВМГ
- 2000/2016 инж. Пепа Василева
- 2016- инж. Виолета Шишкова

## Специалности
- Корабоводене - морско
- Корабни машини и механизми
- Електрообзавеждане на кораба
- Корабостроене
- Експлоатация на пристанищата и флота
- Спедиция , транспортна и складова логистика
- Компютърни техники и технологии
- Телекомуникационни системи